# Municipio de Franklin (condado de Howard, Arkansas)
El municipio de Franklin (en inglés: Franklin Township) es un municipio ubicado en el condado de Howard en el estado estadounidense de Arkansas. En el año 2010 tenía una población de 201 habitantes y una densidad poblacional de 4,49 personas por km².

## Geografía
El municipio de Franklin se encuentra ubicado en las coordenadas 33°49′46″N 93°57′54″O / 33.82944, -93.96500. Según la Oficina del Censo de los Estados Unidos, el municipio tiene una superficie total de 44.81 km², de la cual 40,41 km² corresponden a tierra firme y (9,83 %) 4,4 km² es agua.

## Demografía
Según el censo de 2010, había 201 personas residiendo en el municipio de Franklin. La densidad de población era de 4,49 hab./km². De los 201 habitantes, el municipio de Franklin estaba compuesto por el 59,2 % blancos, el 37,81 % eran afroamericanos, el 1,49 % eran amerindios, el 0,5 % eran de otras razas y el 1 % eran de una mezcla de razas. Del total de la población el 4,48 % eran hispanos o latinos de cualquier raza.